# Зяпкови (Ракитово)
Родът Зяпкови произхожда от град Ракитово и е семейство от потомствени анархисти.

## Султана Цинзова
Султана Кръстева Цинзова е родена през 1895 г. в село Добърско. След време става жена на Стате Джупанов. По-късно хората от фамилия Джупанови сменят фамилното си име на Статеви. Животът на Султана и Стате от 1914 година преминава в Дорково.
От деветгодишна ходи всяка година от Димитровден до Гергьовден да работи в памучните полета в Гърция заедно с баща си, който обаче почива в с. Сармусакли, около Сяр. Въпреки страха от турци и гърци, децата по няколко дни пътуват до Мехомия, Неврокоп и Сяр за да работят.
Стате Джупанов, който е един от основателите на комунистическата партия в Дорково се запознава с анархизма под влиянието на Тодор Белчев от Разлог. За превръщането му в анархист заслуга имат предимно свободомислието на Султана и влиянието на синът им Боян. Синът им Михаил за убийството на офицер от държавна сигурност през 1953 г. получава смъртна присъда, заменена с 20-годишен затвор и изтърпяна в затворите в Пазарджик, Сливен и лагера в Белене. Група анархисти от Чепинско е арестувана на 16 декември 1948 г. Боян Статев, който е в таза група умира като лагерист на 33 години. При кошарата край Дорково, където той е арестуван семейството се събира всяка година за да го почете.
- Зяпков, Костадин. Баба Султана от Дорково.   2021. ISBN 978-619-188-625-8.

## Костадин Зяпков
Костадин Зяпков е беглец от Серско. Учил е в семинария за свещеник. Когато започват изстъпленията срещу българите в родния му край, бяга без семейството си. Попада в Каменица и се жени се за Мария Пещерска, с която по-късно се установяват да живеят в Ракитово. Децата им са хора способни, артистични натури, с люти характери. Синът им Георги изпратили да учи в пловдивската семинария, но бащата не можел редовно да плаща таксите. След като го изгонили от там, той излязъл от семинарията, ругаейки Бога и неправдата, както и лицемерието на наместника на семинарията. Анархист става в гимназията в Лъджене.

## Георги Зяпков
Георги Костадинов Зяпков през 1947 – 48 година е събрал група работници, с които строят пътя от местността Стойчов чарк (близо до Побит камък) до Ранджа. Не много време след това е арестуван и цялото по-нататъшно детство на децата му, училище, работа са белязани от изречението в досиетата му: „Баща – бил в ТВО“. Арестуван е на 16 декември 1948 г. след извършване на обиск. Конфискуват книги и албуми със снимки. Жена му се държи достойно и спокойно пред децата Милош и Костадин. Големият студ в края на месец декември и неизвестността я притеснявали. Заедно с мъжа и арестували петима анархисти от този край. Единият от тях е Боян Статев. За да издържат на последвалите глад и мизерия, се местят при дядо Костадин в Дорково.
Георги Зяпков освободен от лагера в Богданов дол и се връща у дома си в началото на 1950 година. С него идва един млад турчин по име Сали. Той е от град Измир. Когато бил войник минал границата, за да дойде да живее при социализъм. След като му теглили голям бой, за да се уверят милиционерите, че не е турски шпионин, властите го тикнали в лагера. Освободили го заедно с Георги и той го довежда в къщи си. Една година Сали, Милош и малкия Костадин спят в едно легло.
След лагера тормозът над човека не бил прекратен. Нощно време го изкарвали, водили го по гората и полето, уж на разстрел, щракали с автоматите си и в края на краищата той получава инфаркт.

## Михал Статев
Михал Статев Джупанов на 9 март 1953 година, в деня на погребението на Сталин, убива офицер от Държавна сигурност. За това дело си издейства няколко смърни присъди, помилване, пребиваване в затворите в Пазарджик, Сливен, лагера в Белене, Плевен. Следва бягство от затвора след повече от дванадесет години затвор, животът му на свобода започва едва след това. В Пазарджишкия затвор са били в една килия с Георги Константинов. На 1 октомври 1961 г. Миле бяга от Плевенския затвор. За кратък интервал от време всичките му близки са силно притеснени. Още по-силно притеснен са помагачите на властта в Дорково – някои от тях от страх са спали в милицията. Племенникът му Милош е викан няколко пъти в Държавна сигурност.

## Боян Статев
Боян Статев Джупанов е човекът запознал семейството с идеологията на анархизма. Анархист е от 1937 г. В концентрационен лагер е изпратен и Боян Статев, който е в групата анархисти от Чепинско, арестувана на 16 декември 1948 г. Боян умира като лагерист на тридесет и три годишна възраст в болница в Перник, а тази смърт слага отпечатък върху живота на цялата му фамилия. В памет на Боян Статев в деня на смъртта му семейството започва всяка година да се събира на кошарата край Дорково, където той е арестуван и това става семейна традиция, която продължава и занапред и показва силата на родовата памет.
Заедно с Боян Статев, овчар от Дорково са арестувани анархистите Милош Попов – зъболекар от Велинград, Васил Гугалов – книжар от Велинград, Борис Попов – работник от Велинград, Петър Лозанов медицински работник от Велинград, баща му Георги Зяпков – работник от Ракитово. По-късно в лагера е изпратен и Захари Ненчов – работник от Велинград. Боян не се завръща от там. Умира в концлагера Богданов дол на 21 септември 1949 г.
В денят на сватбата на синът на Боян е образувана процесия от Бояновия двор до гробищата и неговия гроб. По знак, даден от баба Султана, неговата майка, оркестъра спира да свири и сватбарите „канят“ бащата на сватбата на сина му.
Боян Статев е женен за Хрисана (10 юни 1922 – 20 август 2000), с която имат три деца.

## Милош Зяпков
Милош Георгиев Зяпков е кръстен на бащиния му приятел, също анархист от Лъджене, Милош Попов, по професия зъболекар.

## Костадин Зяпков
Костадин Георгиев Зяпков, историограф на анархистическото движение, журналист от вестник „Свободна мисъл“ и автор на исторически изследвани за град Пазарджик и района на Пазарджишко. Като представител на рода Зяпкови е член на журито по удостояването със званието „Носител на националната литературна награда „Милош Зяпков“. Церемониите по награждаването се провеждат в залата на Народно читалище „Будилник – 1898“ в град Ракитово.